# NGC 5305
NGC 5305 je prečkasta spiralna galaktika u zviježđu Lovačkim psima. 

## Vanjske poveznice
- (engl.) SEDS: NGC 5305
- (engl.) Revidirani Novi opći katalog
- (engl.) Izvangalaktička baza podataka NASA-e i IPAC-a
- (engl.) Astronomska baza podataka SIMBAD
- (engl.) VizieR
- DSS-ova slika NGC 5305  Arhivirana inačica izvorne stranice od 3. listopada 2011. (Wayback Machine)